# Veronai Egyetem
A Veronai Egyetem (olaszul: Università degli Studi di Verona) 1982 óta az olaszországi Veronában működő állami egyetem 12 tanszékbe szervezve. Az Il Sole 24 Ore üzleti újság szerint 2014-ben, 2015-ben és 2016-ban Olaszország legjobb nem magánegyetemének számít.

## Története
Az 1950-es évek elején Veronában egy katolikus értelmiségi csoport létrehozta a Ludovico Antonio Muratori nevét viselő Történettudományi Gimnáziumot a Nova Historia magazinnal együtt.
Ennek a tudóscsoportnak a fejéből pattant ki a veronai egyetem gondolata 1959 februárjában, amikor az akkori polgármester, Giorgio Zanotto professzor, egy önkormányzati tanácsülés napirendi pontjaként felvetette a „Városi Gazdasági és Kereskedelmi Kar Veronai intézménye” alapításának témáját.
A tartományi közigazgatás és a kereskedelmi kamara kész volt a megállapodásra, igy megalapították a Szabad Gazdasági és Kereskedelmi Kart, és az egyetem gesztorálására konzorciumot hoztak létre. Az év nyarán elindult a projekt, a helyszínt a Palazzo Giuliariban képzelték el, amelyet Giuliari Tusini grófnő közcélra felajánlott (azóta is az a kancelláriahivatal otthona). A beiratkozások megkezdődtek, és az év november 1-jén megtartották az új kar beiktatási ünnepségét.
Azonban a kormányzati elismerés hiánya mind a veronai köztestületek, mind a hallgatók elvárásait hátráltatta. A városi hatóságok összefogtak, és 1963-ban a Padovai Egyetem a Gazdasági és Kereskedelmi Kart saját karának részlegeként ismerte el, veronai székhellyel, ahol júliusban már az új veronai kar elsődiplomásának dolgozatát bírálták.
Röviddel azután, hogy Padovai Egyetem úgy döntött, áthelyezi az orvosi, sebészeti és jogi fakultásokat Veronába, Padova így a művészet és a filozófia fellegvára lett.
A Veronai Egyetemet megalapozó projektet véglegesen az indította el, amikor 1982-ben a kormányzati hatóságok megadták a város egyetemének autonómiáját és jogi státusát.
A regionális és helyi, állami és kormányzati, valamint főbb magánintézményi képviselők értékes támogatásának és szoros együttműködésének köszönhetően, hozzáértő tanárainak támogatásával, a Veronai Egyetem az évek során továbbfejlődött, s ma már tizenöt tanszéken oktatnak. A közelmúltbeli didaktikai reformok ösztönzésére a Veronai Egyetem most számos, innovatív fokozatot javasol, hogy a hallgatóknak széles és specifikus választási lehetőséget kínáljon időbeni változásokkal, de mindig vigyázva az oktatás minőségének fenntartására. Helyileg a Veronai Egyetemnek két fontos kampusza van: a Veronetta, ahol a humán tanszékek találhatók, meg a Borgo Roma, az orvostudományi és a gyógyszerészeti tanszékének a helyszínei, számos más olyan külső helyszín mellett, mint Legnago, Vicenza, Bolzano, Trento és Rovereto.

## Szervezeti felépítése
Az egyetem 12 tanszéke:
- Biotechnológia
- Üzleti adminisztráció
- Számítástechnika
- Közgazdaságtan
- Idegen nyelvek és irodalmak
- Jog
- Gyógyszerészet
- Neurológiai, neuropszichológiai, morfológiai és mozgástudományok
- Filozófia, oktatás és pszichológia
- Közegészségügy és közösségi orvoslás
- Sebészet
- Idő, tér, kép, társadalom

## Rektorok
- Carlo Vanzetti (1982–1983)
- Hrayr Terzian (1983–1986)
- Sebastiano Cassarino (1986–1992)
- Mario Marigo (1992–1997)
- Elio Mosele (1999–2004)
- Alessandro Mazzucco (2004–2013)
- Nicola Sartor (2013–2019)
- Pier Francesco Nocini (2019–)

## Magyarországi kapcsolatai
Magyarország veronai tiszteletbeli főkonzulja, Pintér Lajos orvosprofesszor közreműködésével a Szegedi Tudományegyetemmel is volt közös tevékenysége a Veronai Egyetemnek. Pál József és Gian Paolo Marchi szerkesztésében a két egyetem közösen adta ki 2006-ban a Dante Alighieri Commedia. Budapest Biblioteca Universitaria Codex Italicus 1-t vagyis az ELTE Egyetemi Könyvtárában lévő, 14. századi Dante-kódex fakszimiléjét, illetve egy hozzá kapcsolódó tanulmánykötetet.
2010-ben pedig az Epigrafi romane di Transilvania raccolte da Giuseppe Ariosti e postillate da Scipione Maffei, Biblioteca Capitolare de Verona, Manoscritto CCLXVII-t adták ki, utóbbi kötet – vagyis a Maffei-kódex – kiadásával egy olasz–magyar régészeti ásatást készítve elő a Tisza medrében.

### Magyar személyiségei
- Pintér Lajos az egyetem orvosprofesszora, tiszteletbeli főkonzul
- Kocsis Béla elméleti orvoslás terén itt kapta a Phd doktori címet, 2012-ben[8]
- Biró Borbála biológus, ökológus, mikrobiológus, professzor (2012–2013)

## Fordítás
- Ez a szócikk részben vagy egészben  az   University of Verona című angol Wikipédia-szócikk ezen változatának fordításán alapul.  Az eredeti cikk szerkesztőit annak laptörténete sorolja fel. Ez a jelzés csupán a megfogalmazás eredetét és a szerzői jogokat jelzi, nem szolgál a cikkben szereplő információk forrásmegjelöléseként.